# Regola d'oro di Fermi
In fisica, e in particolare in meccanica quantistica, la regola d'oro di Fermi è una formula per calcolare la probabilità per unità di tempo che avvenga una transizione da un autostato ad energia definita in un continuo di autostati di energia, in seguito ad una perturbazione dell'Hamiltoniana costante nell'intervallo di tempo che si considera.
Si consideri un sistema inizialmente in un autostato {\displaystyle |i\rangle } per una certa hamiltoniana imperturbata {\displaystyle H_{0}}. Se la perturbazione {\displaystyle V} a tale hamiltoniana non dipende dal tempo, il sistema compie transizioni verso stati che hanno la medesima energia dello stato iniziale se si considerano tempi sufficientemente grandi, ovvero il sistema subirà una transizione che conserva l'energia. 
Se l'hamiltoniana dipende dal tempo, più precisamente se è una funzione oscillante con frequenza angolare {\displaystyle \omega }, la transizione porta in autostati le cui energie differiscono per la quantità {\displaystyle \hbar \omega } dall'energia dello stato iniziale. In entrambi i casi la probabilità nell'unità di tempo che la transizione dallo stato iniziale {\displaystyle |i\rangle } allo stato finale {\displaystyle |f\rangle } avvenga è data, al primo ordine della perturbazione, da
{\displaystyle R_{i\to f}={\frac {2\pi }{\hbar }}\left|\langle f|V|i\rangle \right|^{2}\rho (E_{f})}
dove {\displaystyle \rho (E_{f})} è la densità dello stato finale e {\displaystyle \langle f|V|i\rangle } è l'elemento di matrice della perturbazione {\displaystyle V} tra i due stati.
Oltre a Fermi, alla stesura della regola contribuì Dirac, che formulò un'equazione identica. Il nome deriva dal fatto che Fermi stesso la chiamò "regola d'oro No. 2".

## Derivazione
Si inizia dividendo l'hamiltoniana come segue
{\displaystyle H=H_{0}+\lambda H'(t)}
cioè supponendo che sia possibile separare due contributi, uno indipendente dal tempo, le cui autofunzioni siano note, e un secondo moltiplicato da un parametro λ, che supponiamo essere piccolo (stiamo cioè costruendo, in modo molto veloce, una teoria delle perturbazioni dipendente dal tempo; per più dettagli consultare). Per la prima parte, data l'indipendenza dal tempo, la funzione d'onda generica sarà data da
{\displaystyle \psi _{0}=\sum _{k}c_{k}^{(0)}\psi _{k}^{(0)}exp(-iE_{k}^{(0)}t/\hbar )}
dove i coefficienti, una volta fissata una condizione iniziale, sono costanti e determinati unicamente. Tuttavia siccome le {\textstyle \psi _{k}^{(0)}} sono un set completo, allora la soluzione al problema delle autofunzioni di H (cioè dell'Hamiltoniana completa) deve essere esprimibile come combinazione lineare delle {\textstyle \psi _{k}^{(0)}}. Dunque la generica soluzione sarà
{\displaystyle \psi =\sum _{k}c_{k}(t)\psi _{k}(t)exp(-iE_{k}t/\hbar )}
dove l'assenza del pedice zero ci ricorda che stiamo risolvendo il problema alle autofunzioni di {\textstyle H} e non {\textstyle H_{0}}. 
Usando quest'ultima relazione nell'equazione di Schrödinger, e sfruttando l'ipotesi perturbativa arrestandoci al 1° ordine, si ottiene che per il generico coefficiente {\textstyle c_{b}} ho: 
{\displaystyle {\dot {c_{b}}}(t)={\frac {1}{i\hbar }}\sum _{k}\langle {\psi _{b}^{(0)}}|H'|\psi _{k}^{(0)}\rangle c_{k}(t)exp(i{\frac {(E_{b}^{(0)}-E_{k}^{(0)})}{\hbar }}t)}
ove solitamente per brevità si rinomina {\textstyle \omega _{ba}=:{\frac {E_{b}^{(0)}-E_{a}^{(0)}}{\hbar }}}, che è detta frequenza di Einstein, e {\textstyle H'_{bk}=:\langle {\psi _{b}^{(0)}}|H'|\psi _{k}^{(0)}\rangle }. 
Supponendo di partire da uno autostato {\displaystyle \psi _{a}} dell'hamiltoniano {\displaystyle H_{0}}, si ha {\displaystyle c_{k}(t\leq 0)=\delta _{ak}} e allora posso calcolare il coefficiente che sia la proiezione dello stato del sistema su un generico stato b nel seguente modo:
{\displaystyle c_{b}(t)={\frac {1}{i\hbar }}\int _{t_{0}}^{t}H'_{ba}(t)\exp(i\omega _{ba}t)}
da questo se si definisce la densità di stati {\textstyle \rho (E_{b})} (cioè ammetto essenzialmente le degenerazioni in energia), considero il fatto che si tratti di una serie perturbativa (di cui prendo solo il primo ordine dipendente dal tempo) ed elevo il modulo al quadrato per ottenere la probabilità (supponendo inoltre che ho variazioni di energie piccole, rispetto al tempo considerato) otteniamo:
{\displaystyle P_{ba}(t)\simeq {\frac {1}{\hbar }}|H_{ba}'|^{2}\rho (E_{b})2\pi t}
allora 
{\displaystyle R_{ba}={\frac {dP_{ba}}{dt}}={\frac {2\pi }{\hbar }}|H_{ba}'|^{2}\rho (E_{b})}